# Квадратний сажень
Квадратний сажень (або сажінь) — стародавня одиниця виміру площі (поземельна) в Київській Русі та Російській імперії, скасований з переходом Радянського Союзу на метричну систему. Міра площі, що має в довжину і ширину по одному сажню.

## Співвіднесення з іншими одиницями
Дорівнювала 9 квадратним аршинам, 49 квадратним футам, 2304 квадратним вершкам або 7056 квадратних дюймів. У метричній системі квадратний сажень становить 4,55 м 2 або 1/22 ара («сотки»), якщо вважати розмір аршина рівним 71 см.
Кількість квадратних сажнів у більших одиницях площі — десятинах — залежало від того, яка саме десятина малася на увазі. Крім того, немає точних відомостей про те, як змінювався розмір сажня з плином часу. Частіше за інших використовувалася казенна десятина 80 на 30 сажнів, тобто 2400 квадратних сажнів, або 1,09 гектара. Боярська (можновладна) десятина визначалася квадратом розміром 80 на 80 сажнів, тобто дорівнювала 6400 квадратним сажням. Десятина палацових (чорних) земель становила 80 × 40 сажнів і дорівнювала, відповідно, 3200 квадратним сажням.
При вимірах земельних ділянок площа вказувалася в десятинах і квадратних сажнях. В одній казенній чверті (чоті) містилося 1200 квадратних сажнів.
При вимірюванні площі сіножатей застосовувалася одиниця площі «копиця». В середньому на десятину суходільних покосів приходилося 10 копиць сіна, тому в одній копиці містилося 240 квадратних сажнів.

## Приклад використання
" … части дачи села Никульскаго, но по мѣстному названію «Никульское-Микульское тожъ» двѣсти семьдесятъ пять десятинъ тысяча сто семьдесятъ двѣ квадратныя сажени … "